# Bethnal Green (wijk)
Bethnal Green is een gebied in het Londense bestuurlijke gebied Tower Hamlets, in de regio Groot-Londen. Het wordt als onderdeel van East End beschouwd. Bethnal Green telt ruim 26.000 inwoners (2007).

## Verkeer en vervoer
De wijk heeft een spoorwegstation (station Bethnal Green) en een metrostation (Bethnal Green).

## Geboren in Bethnal Green
- Alfie Bass (1916-1987), acteur
- Garry Brooke (1960-2025), profvoetballer
- Peter Green (1946-2020), blues- en rockgitarist, stichter van Fleetwood Mac
- Helen Shapiro (1946), zangeres